# 中國油畫
油畫作為一繪畫技術，早在明朝就已由歐洲傳到中國，在宮廷的圈子內繪製皇族、顯貴人物肖像。一百多年來，油畫藝術跟隨中國社會經歷了風風雨雨，如辛亥革命、五四運動、抗日戰爭、國共內戰、文化大革命、改革開放等歷史事件都不同程度的影響中國油畫的發展。中國油畫百年也正是中國的近現代發展之縮影。

## 「本土說」與「外來說」
中國油畫歷來有「本土說」與「外來說」之爭。「本土說」者，以周禮、漢書等文獻記載及出土文物為佐證，說中國二千多年前就有用「油」繪畫的歷史。「外來說」者認為，油畫是歐洲十五世紀荷蘭畫家休伯特·范·艾克與揚·范·艾克兩兄弟所發明，或者說是他們最早使油畫趨於完善，然後廣泛應用，發展成一個獨立的畫種。
從材料及技法上看，中國的油繪與西方的油畫，在初始時有相似之處，而從它們的造型觀念、技法及功能發展來看，兩者是兩個不同的體系。中國的油繪以實用為目的，附在棺椁、器具、梁枋等實物上作裝飾，向工藝美術發展。西方的油畫則逐漸走向純繪畫的領域。

## 西方油畫的傳入

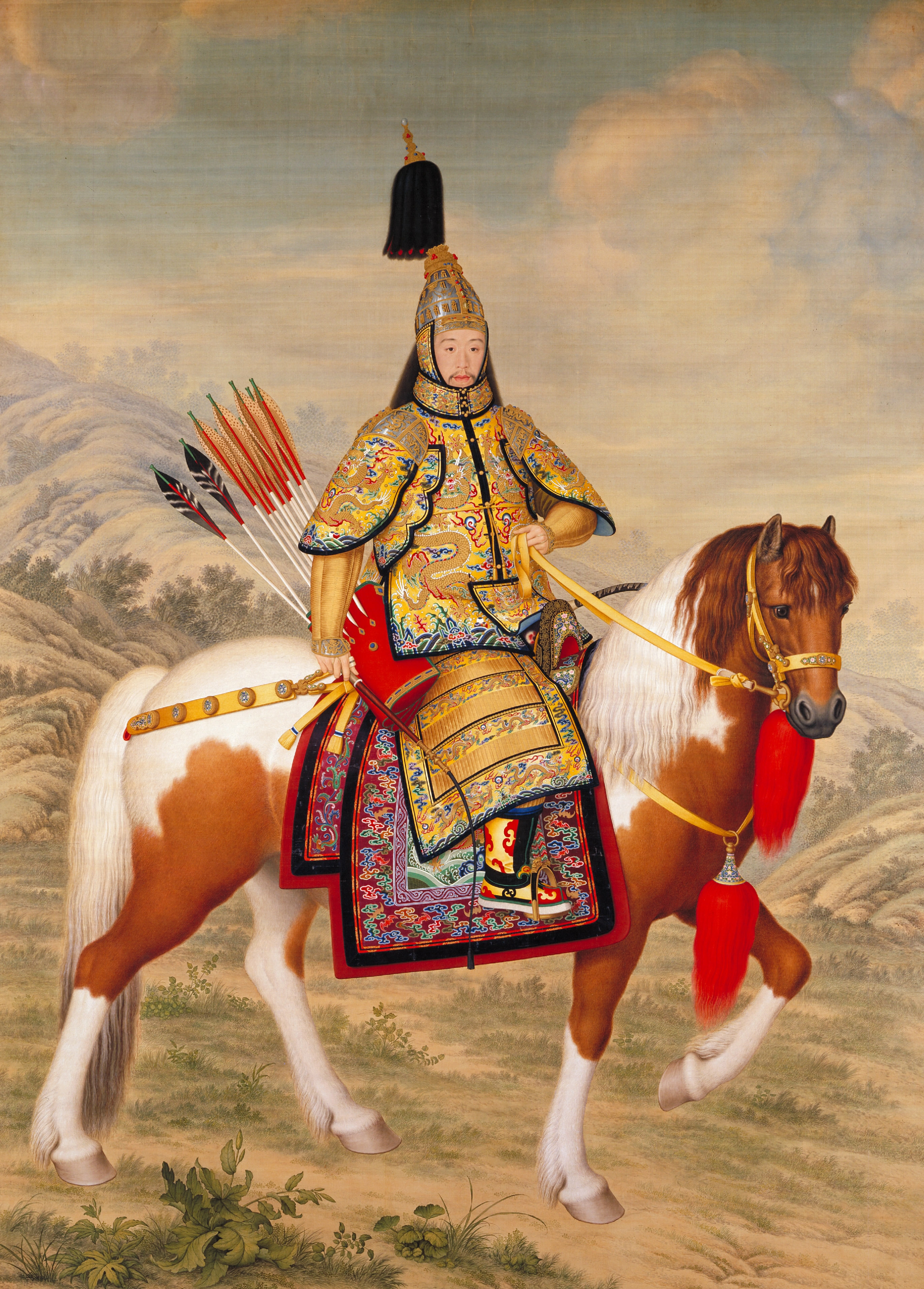
《乾隆皇帝大閱圖》軸 清乾隆 郎世寧繪 絹本設色 332.5 x 232cm

歐洲人於1498年發現東印度航線，1514年葡萄牙商船開始出現在中國海岸，1535年葡萄牙人正式入居澳門，之後到達南方沿海地區的歐洲人日益增加。目前中國所見最早的油畫《木美人》即出自此一時期，依據記載、畫風、技法、中西交通史，《木美人》的創作時間可能為16世紀初。當時海商私人貿易因西方輸入的白銀而興起，掌握西方油畫技巧的工匠可能在此大背景下進入中國，並為中國人所雇用，於短暫停留泉州附近地區的期間創作了該作品。

### 由傳教士帶入中國
1582年，耶穌會畫家尼閣老由澳門進入中國，在大陸地區開設了專門的學校，教授西方油畫的繪畫技巧。黃伯祿所著《正教奉褒》記載了利瑪竇進呈神宗貢品中有「天主圖像一幅」和「天主母像二幅」。此時期傳世作品包括目前所發現最早由中國人繪製的油畫作品游文輝所作的《利瑪竇像》，以及據傳為利瑪竇所作之《野墅平林圖》。
西洋畫可能影響了江南法等晚明民間畫工的人物肖像畫技法，例如《明人十二肖像冊》以及民間祖容像等，又直接或間接影響了曾鯨及其波臣畫派。
清代前期，宮廷畫師中有不少歐洲傳教士畫家，如郎世寧、王致誠等。《桐蔭仕女圖》屏出自中國宮廷畫家之手，是目前所見最早的中國油畫作品之一。

### 通商口岸外銷畫
另一方面，澳門、香港、廣州 、上海等沿海城市先後成為通商口岸 ，一些歐洲畫家在此期間隨商人來華，其中最著名的算是英國畫家錢納利，他曾為十三行商人伍秉鑒繪製肖像畫。
廣州自乾隆二十二年（1757）起成為中國唯一通商口岸，外銷畫中心位於十三行，曾出品油畫、水彩、水粉、微型畫和攝影等外銷藝術品，從業的畫家和畫工超過百人。史貝霖（Spoilum）是目前所知最早以肖像油畫著稱的中國人。錢納利和林呱分別為外銷畫時期東西方畫家的代表。林呱似乎無太多繪畫美學的考量，其創作主要可分為三類：「油畫肖像」、「為傳教士的病患所繪製的醫學畫像」、「改自外國版畫圖像的外銷複製畫」，他對《大宮女》的臨摹即典型中國外銷油畫。外銷畫為了方便攜帶常繪於通草紙上，通草紙外銷畫題材廣泛，中國風情濃厚，深受歐洲買家喜愛。通草紙除攜帶方便外，還可作為油畫布，因此通草紙的出現，加速了西方油畫融入中國傳統畫，當時的中國油畫畫家採中式握筆法，以毛筆作畫，體現了中國傳統畫技法對西方油畫的影響。繪畫技巧採西方油畫的透視法和明暗法，但在人物動態、衣紋等仍採中國傳統的線描技巧處理。1844年法國人于勒·埃及爾把攝影傳入中國，加上鴉片戰爭後廣州失去全國唯一貿易通商的地位，廣州肖像油畫因此逐漸沒落。

### 中國畫家的西畫試驗
鴉片戰爭之後，變法維新運動日興。西畫也開始作為「西學」的一部分進入中國新興的藝術學堂。1864年耶穌會在上海創辦土木灣孤兒院工藝院，內設圖畫館等部門。該畫館作品多次參加世博會獲獎，徐悲鴻稱其「蓋中國西洋畫之搖籃也」。土山灣畫館也創作了一些中西技法合璧的油畫，代表作為《徐光啟和利瑪竇談道》的巨幅油畫。此幅作品結合西方油畫的色彩和中國工筆畫的筆法，但因文革而佚失，不過仍可從照片及仿製畫一窺究竟。其它油畫代表作還有劉德齋的《中華聖母子像》，也已佚失。1902年，清廷興辦學堂，在南京和保定的師範學堂中設有圖畫手工科，其中有油畫課。1909年，周湘在上海興辦「中西美術學校」和「佈景畫傳習所」講授西洋畫技法。。
清末民初以「西洋畫」擅名滬上的那些名家，如周湘、張聿光、徐詠清等人，都是這樣點滴、片斷的接受西畫影響。
辛亥革命後，越來越多的年輕人對油畫發生興趣。他們無師自通的畫起了油畫，如顏文樑、朱士傑等。後來成為著名油畫家的顏文樑，回憶他早年為學習西方繪畫而臨摹外國商品廣告畫片，為取得油畫表面的光亮效果，遍試桐油、蛋清、魚油等材料。

## 西方油畫的主動引進

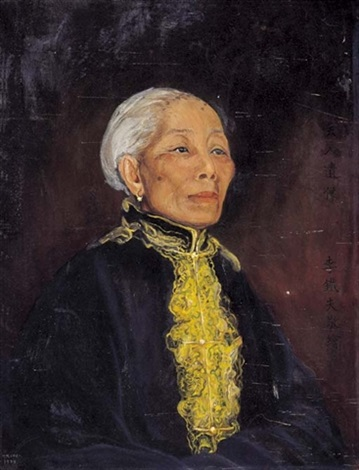
《劉太太肖像》 1942年 李鐵夫 畫布油畫

### 中國油畫第一人
最早出國學畫而真正掌握了西方繪畫技藝的是李鐵夫，他在1887年到了美國，著名畫家約翰·辛格·薩金特門下學習肖像畫。李鐵夫的油畫已經完全脫離了早期中國油畫不中不西的境界，具有相當嫻熟的油畫造詣，成為早期中國油畫藝術水準的標誌，被譽為中國油畫第一人。

### 留洋法日
另外，又不少學生留學日本，並在西畫教學上發揮了啟蒙作用。李叔同於1911年畢業回國，在天津、上海、杭州從事繪畫教學。留日油畫家的代表人物還包括陳抱一、林達川、關良、許幸之、倪貽德等人。
20世紀開始，留法和留日的學生陸續歸國，逐漸匯成有影響力的力量。他們以西方美術教育的模式籌劃中國美術院校的專業教學，又以西方藝術家的活動方式，改變中國傳統文人畫家的藝術生活。他們的油畫作品受到知識階層的賞識，逐漸成為堪與文人水墨比肩而立的藝術品。留學生中的油畫家如顏文樑、徐悲鴻、林風眠、方幹民、潘玉良、吳大羽等人的作品帶有較多的外來文化氣息，散發著不受傳統文化習規的自由氣息。
早期留美加的華人藝術家較少，具影響力包括李鐵夫、伍澤樞、馮鋼百等。

## 民國時期

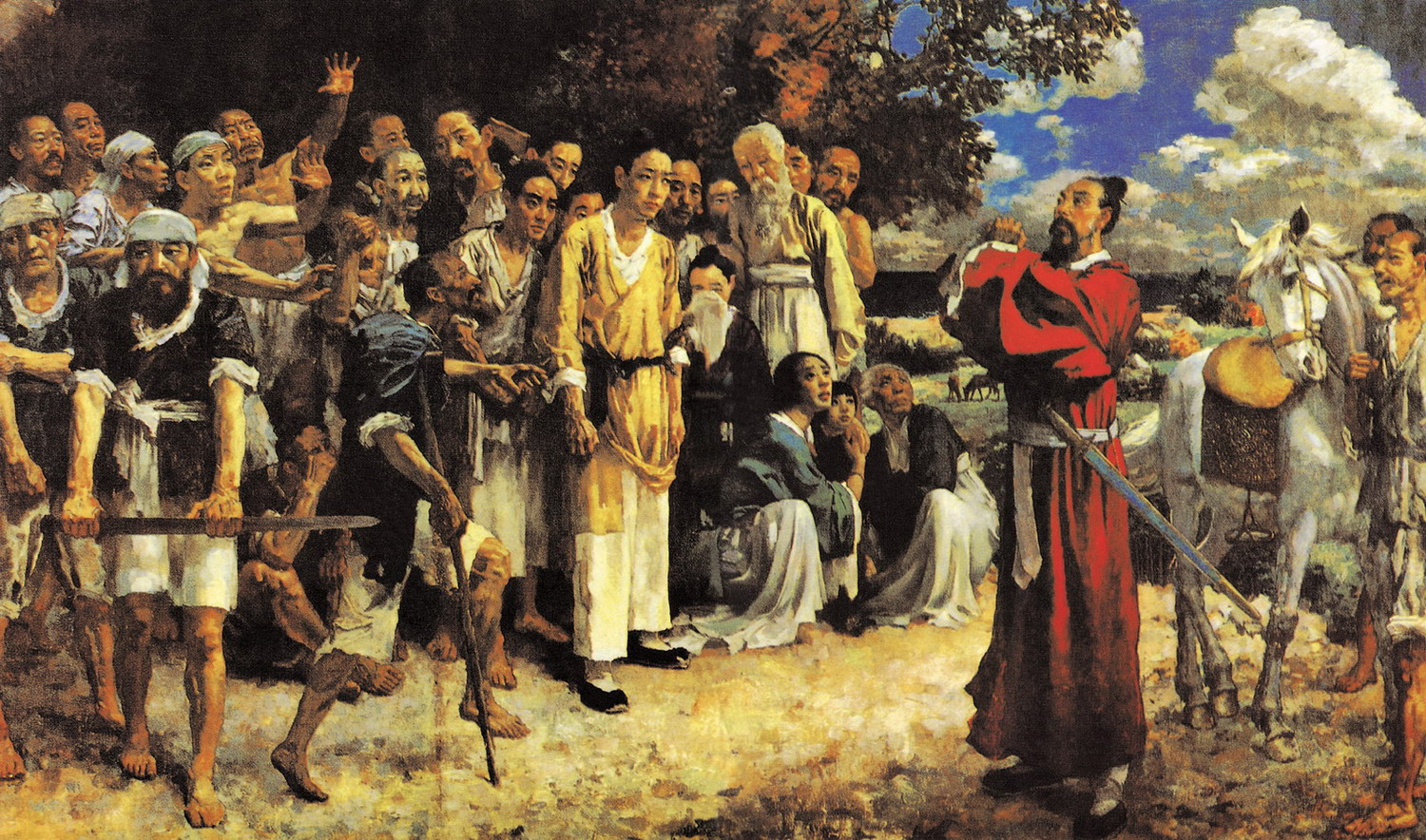
《田横五百士》（1928）徐悲鴻 畫布油畫 349 x 197cm

### 美術革命
1919年，陳獨秀在《新青年》發表《美術革命 ─ 答呂澂來信》，以為「首先要革王畫的命」，然後「要改良中國畫，斷不能不採用洋畫的寫實精神」，[27]
這一場運動還涉及魯迅的《擬播布美術意見書》、蔡元培《以美育代宗教說》、康有為《萬木草堂藏中國畫目》、徐悲鴻《中國畫改良之方法》《我們對於美術上應有的覺悟》等文章。「美術革命」論爭是縱貫整個20世紀的重要命題，涉及對國畫的態度，對西方美術的態度以及中西藝術的比較等。

### 出洋留學
辛亥革命後 ，出國學畫的人逐漸多了起來。在各地，許多正規的美術院校也相繼成立。加上五四運動後新文化的衝擊，使油畫在中國紮根。當時湧現出來的出名畫家中，留學法國的有徐悲鴻、顏文樑、林風眠、方幹民、吳大羽、衛天霖、林風眠等，留學日本有陳抱一、林達川、倪貽德、關良、朱屺瞻、許幸之、丁衍庸、陳澄波、廖繼春等。其中以所謂「四大校長」，即顏文樑、劉海栗、徐悲鴻和林風眠的影響最大。
1919年，第一批留法勤工儉學會學生 89 名由上海啟程赴法。徐悲鴻同船，並於翌年入讀法國巴黎國立高等美術學校。同年發生五四運動。陳獨秀在《新青年》發表《美術革命 ─ 答呂澂來信》。
1929年，顏文樑參加了法國秋季沙龍展，獲得榮譽獎，由時任法國教育部長和美術部長頒授獎狀。
1933年，徐悲鴻組織的中國近代繪畫展覽在巴黎舉行，後移至比、德、意、蘇等國展出。
1934年，劉海粟主持中國現代繪畫展覽會在柏林舉行，後在漢堡、荷蘭海牙、瑞士日內瓦等地展出。

### 新型的美術教育

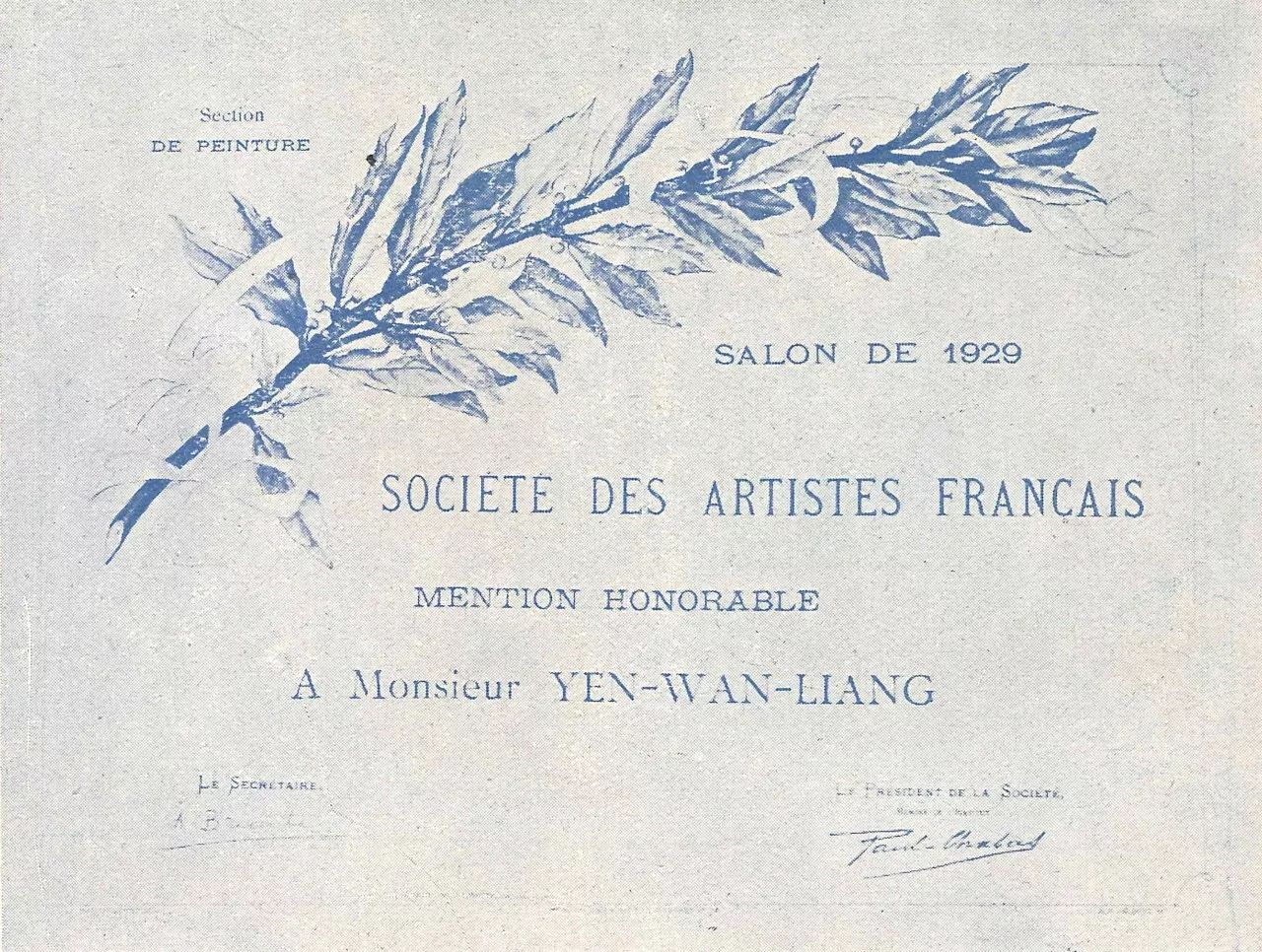
1929年法國春季沙龍授予顏文樑榮譽獎證書

1912年，張聿光和烏始光在上海辦起美術學校「圖畫美術院」，1919年改名「上海美術專科學校」，進行較正規的西學教學。同年，蔡元培發表《對於教育方針之意見》，強調美術教育的重要性。
1915，上海圖畫美術院在教學中使用人體模特兒。 
1917年，康有為提出「中國近世之畫衰敗極矣」，「此事亦當變法」的主張。
1922年9月，朱士傑與顏文樑、胡粹中創辦「蘇州美術專科學校」，顏文樑擔任校長。
1920年代，朱士傑訪學日本，把包豪斯思想和實用美術帶回中國，開啟了中國的實用美術教育。

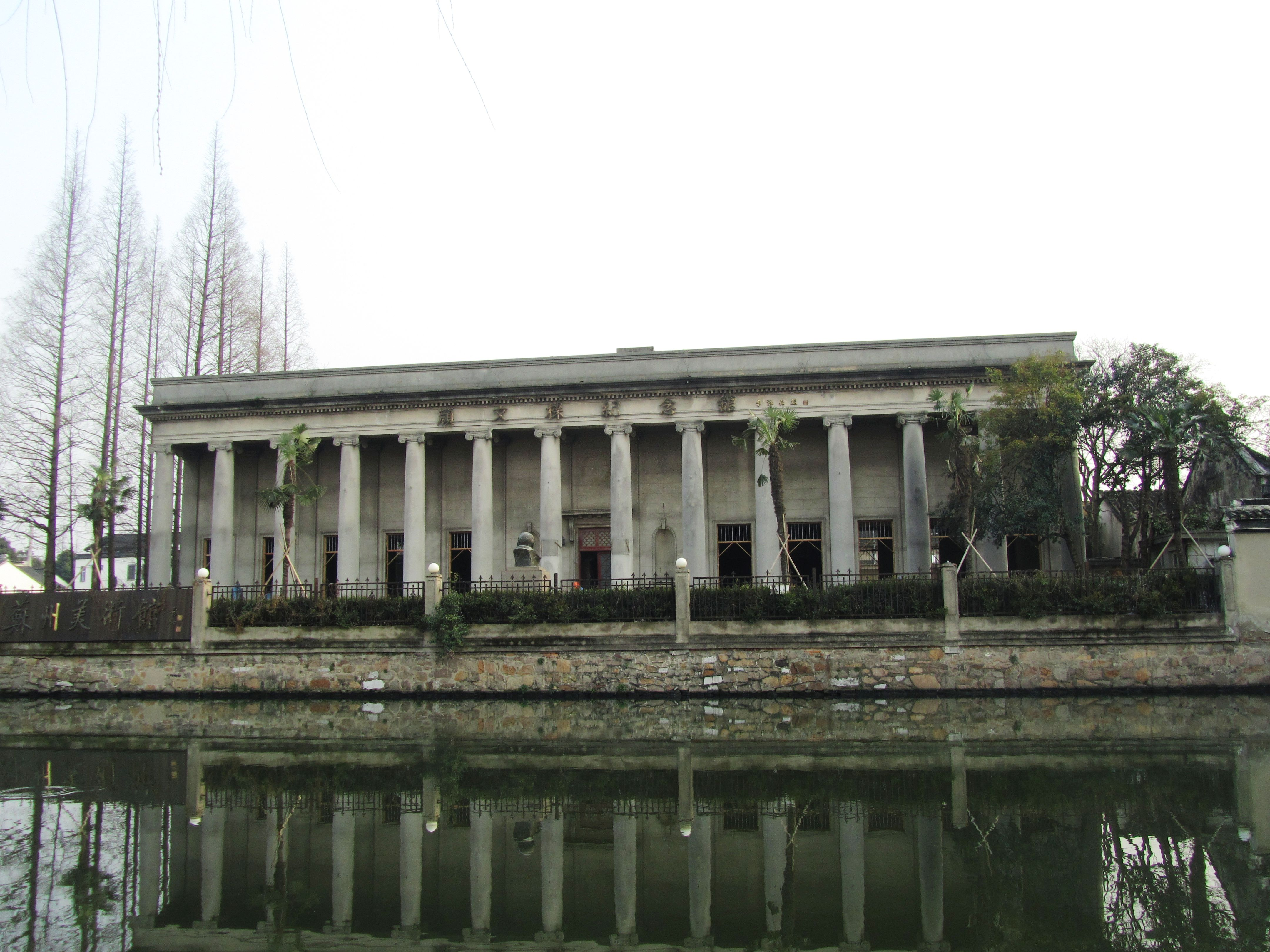
蘇州美術專科學校舊址沿河一側

私立學校以外，1918年成立「國立北京美術學校」（後改名北平藝專），1928年成立了「國立西湖藝術院」（後改為國立杭州藝專）。徐悲鴻於1927年擔任中央大學藝術系教授，1928年人北平大學藝術學院院長。林風眠也在回國後任西湖藝專校長。
1925年，劉海粟、王濟遠、朱屺瞻、李毅士等舉行上海洋畫家聯合展覽會。
1926年，上海嚴禁美專人體模特兒寫生，軍閥孫傳芳密令封閉美專，通緝劉海粟。同年，林風眠發表《東西藝術之前途》，提出東西藝術應進行溝通調和的主張。
在二、三十年代，各種繪畫社團也應運而生，如上海的「東方畫會」、「天馬會」、「長風西畫研究會」、「晨光畫會」都是以油畫家為骨幹。三十年代由龐熏琹、倪貽德等人發起的「決瀾社」，及方幹民、李金髮組織的「長風西畫研究會」，倡導和介紹西方現代美術，頗具特色。
1929年，第一次全國美術展覽會在上海舉行，並出版美展會刊，由徐志摩主編。
1945年，「現代繪畫展」在重慶開幕，參展畫家有林風眠、方幹民、倪貽德、龐薰琴、丁衍庸、周多、趙無極等。

### 多元發展

#### 寫實派
寫實派以李鐵夫、徐悲鴻、顏文樑為代表，注重引進西方油畫寫實技法的畫家群，包括馮鋼百、李毅士、常書鴻、吳作人、許九麟、呂斯百等。他們均有中國傳統繪畫的基礎，又在西方經受過學院派油畫正統的訓練，以堅實的功力創作了許多優秀作品。寫實派也有並未在國外受訓練的畫家，較著名者如劉海粟、朱士傑。

#### 新畫派
新畫派以林風眠、劉海粟、方幹民等為代表，著眼於中西繪畫融合為努力方向的畫家群。他們在西方寫實油畫的基礎上，又受到現代派繪畫的影響，從而開始把目光都想本土文化吸取其滋養，豐富了油畫的語言。如丁衍庸從石濤、八大山人的繪畫中找到了與馬蒂斯同神韻相似的線條；方幹民在平面裝飾的畫面中編織著色彩的交響曲；關良在京劇、皮影等民間藝術中找到了現代藝術的元素；李鐵夫有三十年的寫實功力，卻在書法研究中獲得了面與線融為一體的造型新手法。
他們的油畫創作，既非照搬西方，亦非模仿自然，而是基於中國民族傳統的審美藝術，重主觀、重表現，在寫實油畫的基礎上作了稱得上學術性的探討。

#### 現代派
現代派是以龐薰琹、倪貽德、趙獸等為代表，嚮往與世界現代藝術同步的前衛派藝術家群。他們比所謂的新畫派對於現代派的精神與藝術形式的追求更為純粹。1931年，由留法歸來的龐薰琹與留日的倪貽德、周真太、楊秋人等人組織了「決瀾社」，在宣言中便提出，繪畫「不是自然的模仿」，「不是宗教的奴隸」，「也不是文學的說明」、要「用狂飆一樣的激情，鐵一般的意志，來創造我們的色、線、形交錯的世界」。
在延安，也有羅工柳和胡一川等藝術家創作革命歷史題材油畫。

## 共和國初期

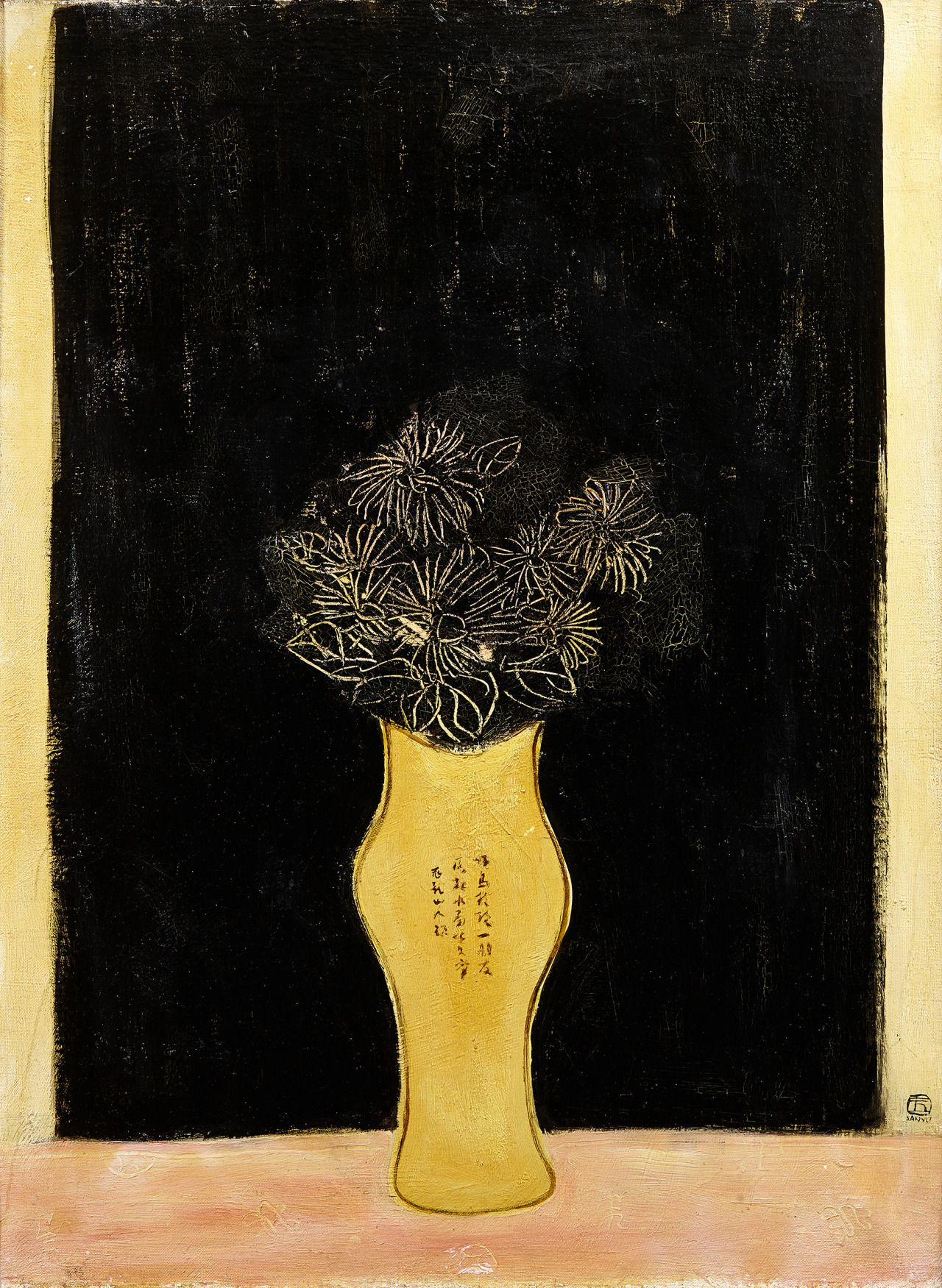
《題字瓶與白菊》 1930年代 常玉 布上油畫 72×53.5cm

### 提倡「全盤蘇化」
1949年後，國統區和延安的部分美術家不斷清算、克服形形色色不符合鬥爭需要的非無產階級的藝術思想。領袖像、新年畫是當時繪畫的主題。在與西方完全隔絕，並把西方的藝術看作是資產階級的產物的情況下，蘇聯的繪畫就成了唯一可以參照的對象。中國美術理論家們也發表了批判「走向腐朽死亡的資產階級藝術」的文章，從而把二、三十年代以來一直爭論不休的馬蒂斯、畢加索等論題，從此進行了裁決，確立了寫實主義一統天下的地位。
在杭州藝專，則新畫派的發源地， 龐薰琹、林風眠、方幹民、吳大羽、周碧初等一批藝術上具有探索精神的畫家收到了政治思想上的壓力。後來，林風眠在教學小組會上，檢討了過去提倡新派化的「錯誤」，並奠定了寫實基礎的教學計畫。
1964年，毛澤東在《中央宣傳部關於全國文聯和所屬各協會整風情況報告》草稿上，作了第二個批示。

### 隱性的持續探索
陶咏白在《中國油畫二百八十年》一文中指出，在狂熱「蘇派」的同時，不能忽視一種潛伏的力量，即中華民族文化意識的頑強性，其表現在老一代油畫家對藝術的持續探索。他們多數是學中國畫出身，並又出洋留學，對於油畫進行過較全面的考察，因此他們並未像對油畫所知甚少的年輕畫家一般在「蘇化」面前盲目追隨。雖然他們在帶有政治色彩的藝術爭辯中一時沈默了，然而並未停止對藝術的思考與探索。劉海粟仍然在中、西繪畫中大膽創作；林風眠在水粉、水彩中融化著中、西繪畫的元素；顏文樑和朱士傑在印象派明麗的光、色中不斷探索；吳大羽在抽象寫意中尋求著韻味。

### 美術教育的發展
各正規的高等美術學府相繼成立。在北京成立了中央美術學院，在南京有南京藝術學院，還有中央美院華東分院（後改浙江美術學院）、魯迅美術學院、西安美術學院、四川美術學院、廣州美術學院等著名院校。
建國初期，國家選派留學生分批到蘇聯和歐洲諸國學習美術，如留學蘇聯的羅工柳、李天祥、林崗、全山石等。在北京，蘇聯畫家馬克西莫夫被邀舉辦油畫訓練班，參加訓練班的有艾中信、詹建俊、靳尚誼、侯一民、何孔德等人。

## 文化大革命
1966年，文化大革命展開。1969年，中國美協全體幹部和職工下放農村五七幹校。不少畫家被禁止繪畫。

1974年，「四人幫」發起「黑畫展覽」，先後在中國美術館和人民大會堂展出。大批畫家被指為「黑畫家」。

1962年顏文樑、林風眠、豐子愷、賀天健、張充仁、張樂平觀摩交流畫作

## 文革之後
70年代到80年代初中國油畫的發展快速，重要的藝術家包括艾中信、詹建俊、靳尚誼、陳逸飛、吳冠中、朱乃正、聞立鵬、羅爾純、妥木斯、陳丹青、高泉等。
1985年「美術新潮」出現，令西方現代派的藝術在青年中廣泛傳播。
羅工柳在建國初期便對當時國內流行的蘇式油畫提出「繁、滿、實、摳、膩、死、板」的批評，並極力主張從傳統寫意中國畫中汲取養分，以改造油畫。羅工柳亦在1960年代提出「寫意油畫」的概念，並漸漸得到油畫界的呼應，但寫意油畫真正普遍獲得藝術界的認同，應當是近十年來的事。

## 評價
中國繪畫傳統對「氣韻」的追求貫穿始終，南北朝時期以形成完整的理論體系，謝赫對中國畫的系統性總結 - 《古畫品錄》中的「六法」，「氣韻生動」便是其中的第一法。繪畫中的「韻」所指形神相融而達到的清遠、通達之美，故氣韻生動之說極具東方文化特色，亦代表了物像與精神實質的結合。民國以來，中國的藝術大師們更是將「氣韻」的傳達進行了創造性的發展，突破了筆墨的圈囿，運用油畫、水彩等媒材創作，筆墨間自然流露生動悠遠的氣韻。